# Le Roi de l'edelweiss
Pour plus de détails, voir Fiche technique et Distribution.
Le Roi de l'edelweiss (titre original : Der Edelweißkönig) est un film allemand réalisé par Alfred Vohrer, sorti en 1975.
Il s'agit de l'adaptation du roman du même nom de Ludwig Ganghofer.

## Synopsis
Finkenbauer n'a pas aimé que sa sœur cadette Hanni se rende à Munich chez son amant, le comte Luitpold, à la demande du prêtre. Dans cette ville, elle travaille après une formation de femme de chambre pour la maison du comte. Alors que Finkenbauer s'imagine qu'Hanni fait partie de la famille du comte, Hanni souffre en réalité de la froideur de la mère de Luitpold, qui ne la voit que comme une employée de maison et veut à tout prix empêcher Luitpold et Hanni d'avoir une relation. Quand Hanni découvre qu'elle est enceinte, elle se noie dans l'Isar.
Elle a écrit une lettre d'adieu à son frère Ferdl. Une fois Hanni retrouvée morte, il se rend au château du comte, où il accuse Luitpold de n'avoir joué qu'avec Hanni et de l'avoir abandonnée alors qu'elle était enceinte. Luitpold, qui n'était au courant ni de la mort ni de la grossesse, tire son épée, que Ferdl brise. Au cours d'une bagarre, Ferdl repousse Luitpold, le comte tombe malheureusement et reste immobile. Ferdl s'enfuit en le croyant mort, mais ce n'est que plus tard qu'il apprend que le comte a survécu.
Au début, Ferdl se cache un temps avec son frère aîné, Finkenbauer, qui voulait l'aider à traverser la frontière voisine. Lorsqu'il est découvert par la police des frontières, Ferdl s'enfuit et finit par tomber dans les gorges de Hellbach. La recherche de son corps reste vaine. Surtout, Veverl, la belle-sœur de Finkenbauer, pleure Ferdl, qu'elle aimait. Finkenbauer, d'autre part, a vu une crevasse dans les rochers qu'il examine seul. Dans la grotte derrière, il trouve Ferdl et garde sa survie secrète.
Un jour, alors que les enfants de Finkenbauer veulent secrètement cueillir des edelweiss, la petite Liesl tombe dans les gorges de Hellbach et est retrouvée par Ferdl peu de temps après. La jeune fille le prend pour le roi Edelweiss, un bon esprit gardien dont l'apparition promet le salut. Ferdl s'occupe de Liesl fiévreuse dans sa grotte et se révèle quand Veverl cherche Liesl. Elle sait maintenant qu'il est vivant. Finkenbauer est observé lors de sa tournée pour Ferdl par un domestique jaloux qui le signale à la police pour contrebande. Il est arrêté et seuls Ferdl ou Veverl, qui connaissent tous deux la vérité, peuvent l'aider. Finkenbauer parvient à s'évader de prison et se précipite vers la grotte de Ferdl, où la police descend déjà en rappel. Le domestique a trahi Ferdl. Dans le même temps, Veverl se rend chez le comte Luitpold, qui a depuis récupéré. Elle lui raconte la vie troglodytique de Ferdl, que le comte ne connaissait pas, et le comte promet d'aller personnellement voir Ferdl et de lui dire qu'il ne portera aucune accusation contre lui.
Alors que la police descend en rappel jusqu'à la grotte et que Finkenbauer avertit Ferdl dans la grotte, le comte et Veverl arrivent également à la grotte. Une fusillade s'ensuit, dans laquelle Finkenbauer est abattu. Finalement, le comte parvient à tout mettre fin. Il s'excuse auprès de Finkenbauer pour toutes les souffrances qu'il a causées à sa famille et Ferdl lui pardonne. Finalement, Ferdl et Veverl forment un couple, il lui choisit des edelweiss.

## Fiche technique
- Titre : Le Roi de l'edelweiss
- Titre original : Der Edelweißkönig
- Réalisation : Alfred Vohrer assisté d'Eva Ebner
- Scénario : Werner P. Zibaso
- Musique : Ernst Brandner (de)
- Direction artistique : Herbert Strabel
- Costumes : Ina Stein
- Photographie : Ernst W. Kalinke
- Son : Klaus Eckelt
- Montage : Ingeborg Taschner
- Production : Horst Hächler (de)
- Société de production : Terra-Filmkunst, CTV 72 Film- und Fernsehproduktion
- Société de distribution : Constantin Film
- Pays de production :  Allemagne de l'Ouest
- Langue : Allemand
- Format : Couleur - 2,35:1 - mono - 35 mm
- Genre : Drame
- Durée : 85 minutes
- Dates de sortie :
  - Allemagne de l'Ouest : 17 septembre 1975.
  - France : 21 avril 1976.

## Distribution
- Robert Hoffmann : Ferdl
- Adrian Hoven : Finkenbauer
- Ute Kittelberger : Veverl
- Werner Umberg : Gidi
- Monika Dahlberg (de) : Enzi
- Kristina Nel : Hanni
- Monika Loeffler : Liesl
- Alexander Stephan (de) : le comte Luitpold
- Sky Dumont :  un soldat
- Gisela Uhlen : la mère de Luitpold
- Hans Hermann Schaufuß : le prêtre
- Karl Walter Diess (de) : l'Ortskommandant Wimmer
- Frithjof Vierock (de) : le jeune fermier

### Autres adaptations
- 1919 : Der Edelweißkönig, film allemand réalisé par Peter Ostermayr.
- 1939 : Le Roi des edelweiss (de), film allemand réalisé par Paul May.
- 1957 : Le Roi des edelweiss (de), film allemand réalisé par Gustav Ucicky.